# Konkurs Piosenki Eurowizji 1974
19. Konkurs Piosenki Eurowizji 1974 odbył się 6 kwietnia 1974 w Brighton (Wielka Brytania). Telewizja BBC zgodziła się zorganizować konkurs zamiast Luksemburga, który wygrał dwa lata z rzędu (w 1972 i 1973) i nie miał funduszy na organizację kolejnego konkursu.
W konkursie udział wzięło 17 krajów. Debiutowała Grecja, natomiast z rywalizacji o zrezygnowała Francja. Prowadzącą konkurs była Katie Boyle, która wcześniej prowadziła finał konkursów w 1960, 1963 i 1968.
Swoje pierwsze zwycięstwo odniosła Szwecja, którą reprezentował zespół ABBA z utworem „Waterloo”. Grupa wygrała konkurs jedynie z 24 punktami (15 procent możliwych do zdobycia). Mimo to ABBA stała się najpopularniejszym uczestnikiem konkursu w historii i, jako jedni z nielicznych zwycięzców, osiągnęli międzynarodowy sukces.
Finał konkursu obejrzało ok. 5 mln widzów na świecie.

## Dyrygenci
- Belgia – Pierre Chiffre
- Finlandia – Ossi Runne
- Niemcy – Werner Scharfenberger
- Grecja – Giorgos Katsaros
- Irlandia – Colman Pearce
- Izrael – Yoni Rechter
- Włochy – Gianfranco Monaldi
- Luksemburg – Charles Blackwell
- Monako – Raymond Donnez
- Holandia – Harry van Hoof
- Norwegia – Frode Thingnæs
- Portugalia – José Calvário
- Hiszpania – Rafael de Ibarbia Serra
- Szwecja – Sven-Olof Walldoff
- Szwajcaria – Pepe Ederer
- Wielka Brytania – Nick Ingman
- Jugosławia – Zvonimir Skerl

## Wyniki
| Lp. | Państwo         | Język             | Artysta            | Piosenka                               | Miejsce | Punkty |
| --- | --------------- | ----------------- | ------------------ | -------------------------------------- | ------- | ------ |
| 1   | Finlandia       | angielski         | Carita Holmström   | „Keep Me Warm”                         | 13      | 4      |
| 2   | Wielka Brytania | angielski         | Olivia Newton-John | „Long Live Love”                       | 4       | 14     |
| 3   | Hiszpania       | hiszpański        | Peret              | „Canta y sé feliz”                     | 10      | 10     |
| 4   | Norwegia        | angielski         | Anne Karine Strøm  | „The First Day of Love”                | 14      | 3      |
| 5   | Grecja          | grecki            | Marinella          | „Krasi, thalasa ke t’ agori mu”        | 11      | 7      |
| 6   | Izrael          | hebrajski         | Kaveret            | „Natati la khayay”                     | 7       | 11     |
| 7   | Jugosławia      | serbsko-chorwacki | Korni Grupa        | „Moja generacija”                      | 12      | 6      |
| 8   | Szwecja         | angielski         | ABBA               | „Waterloo”                             | 1       | 24     |
| 9   | Luksemburg      | francuski         | Ireen Sheer        | „Bye Bye I Love You”                   | 4       | 14     |
| 10  | Monako          | francuski         | Romuald Figuier    | „Celui qui reste et celui qui s’en va” | 4       | 14     |
| 11  | Belgia          | francuski         | Jaques Hustin      | „Fleur de liberté”                     | 9       | 10     |
| 12  | Holandia        | angielski         | Mouth & MacNeal    | „I See a Star”                         | 3       | 15     |
| 13  | Irlandia        | angielski         | Tina Reynolds      | „Cross Your Heart”                     | 8       | 11     |
| 14  | Niemcy          | niemiecki         | Cindy i Bert       | „Die Sommermelodie”                    | 14      | 3      |
| 15  | Szwajcaria      | niemiecki         | Piera Martell      | „Mein Ruf nach dir”                    | 14      | 3      |
| 16  | Portugalia      | portugalski       | Paulo de Carvalho  | „E depois do Adeus”                    | 14      | 3      |
| 17  | Włochy          | włoski            | Gigliola Cinquetti | „Sì”                                   | 2       | 18     |

## Tabela punktacyjna
|                                                        |                 | Jury      |          |        |        |            |         |            |        |        |          |          |        |            |            |        |   |   |
| Finlandia                                              | Wielka Brytania | Hiszpania | Norwegia | Grecja | Izrael | Jugosławia | Szwecja | Luksemburg | Monako | Belgia | Holandia | Irlandia | Niemcy | Szwajcaria | Portugalia | Włochy |   |   |
| Uczestnicy konkursu                                    | Finlandia       |           | 1        |        |        |            | 2       |            |        |        |          |          |        | 1          |            |        |   |   |
| Uczestnicy konkursu                                    | Wielka Brytania | 1         |          |        |        | 1          |         | 4          |        |        |          | 1        |        | 1          | 2          | 1      |   | 3 |
| Uczestnicy konkursu                                    | Hiszpania       |           |          |        | 2      |            |         |            |        | 1      | 3        |          | 1      |            | 1          |        | 2 |   |
| Uczestnicy konkursu                                    | Norwegia        |           |          |        |        |            |         |            | 1      |        | 1        | 1        |        |            |            |        |   |   |
| Uczestnicy konkursu                                    | Grecja          |           |          |        |        |            |         |            | 2      |        |          |          | 4      |            |            |        | 1 |   |
| Uczestnicy konkursu                                    | Izrael          |           | 2        |        |        |            |         |            | 1      |        |          |          | 2      | 1          |            |        | 2 | 3 |
| Uczestnicy konkursu                                    | Jugosławia      | 1         |          | 1      |        |            |         |            |        |        |          | 1        |        |            |            |        | 1 | 2 |
| Uczestnicy konkursu                                    | Szwecja         | 5         |          | 1      | 2      |            | 2       | 1          |        | 1      |          |          | 3      | 1          | 2          | 5      | 1 |   |
| Uczestnicy konkursu                                    | Luksemburg      |           |          | 1      |        | 1          | 2       | 2          |        |        | 1        | 1        |        | 3          | 1          |        |   | 2 |
| Uczestnicy konkursu                                    | Monako          |           |          | 2      | 1      |            | 1       |            | 1      | 2      |          | 2        |        | 1          | 2          | 1      | 1 |   |
| Uczestnicy konkursu                                    | Belgia          |           |          |        | 2      | 5          |         |            |        | 3      |          |          |        |            |            |        |   |   |
| Uczestnicy konkursu                                    | Holandia        | 1         |          |        | 1      | 2          | 1       | 3          | 3      |        |          | 1        |        | 1          | 1          |        | 1 |   |
| Uczestnicy konkursu                                    | Irlandia        |           | 1        | 2      | 2      |            | 1       |            | 2      | 2      | 1        |          |        |            |            |        |   |   |
| Uczestnicy konkursu                                    | Niemcy          |           |          |        |        | 1          |         |            |        |        |          | 1        |        |            |            | 1      |   |   |
| Uczestnicy konkursu                                    | Szwajcaria      |           | 1        |        |        |            |         |            |        |        |          | 1        |        |            | 1          |        |   |   |
| Uczestnicy konkursu                                    | Portugalia      |           |          | 1      |        |            |         |            |        |        |          |          |        |            |            | 2      |   |   |
| Uczestnicy konkursu                                    | Włochy          | 2         | 5        | 2      |        |            | 1       |            |        | 1      | 4        | 1        |        | 1          |            |        | 1 |   |
| Kraje w tabeli są uporządkowane w kolejności występów. |                 |           |          |        |        |            |         |            |        |        |          |          |        |            |            |        |   |   |

## Powracający artyści
| Artysta            | Kraj                | Poprzedni rok | Miejsce | Punkty |
| ------------------ | ------------------- | ------------- | ------- | ------ |
| Bendik Singers     | Norwegia            | 1973          | 7       | 89     |
| Romuald Figuier    | Monako · Luksemburg | 1964 1969     | 3 11    | 15 7   |
| Gigliola Cinquetti | Włochy              | 1964          | 1       | 49     |

## Kontrowersje
Malta

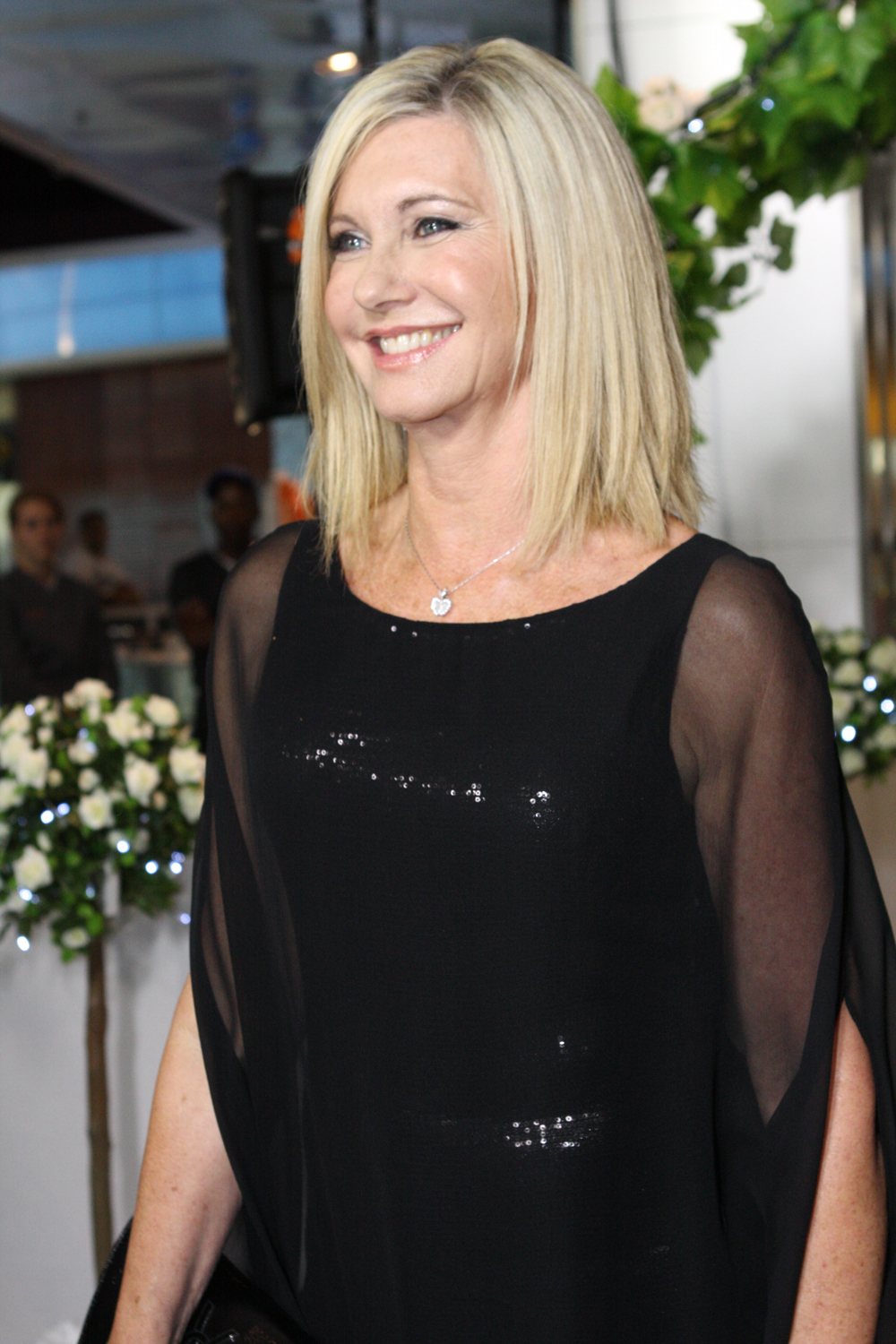
Olivia Newton-John – reprezentantka Wielkiej Brytanii

Malta zrezygnowała z niewiadomych przyczyn, ale miała już wybraną piosenkę „Paċi Fid Dinja”, którą miał wykonać Enzo Guzman.

 Wielka Brytania

Wielka Brytania była reprezentowana w konkursie przez znaną australijską piosenkarkę pop Olivię Newton-John, która zajęła 4. miejsce z piosenką „Long Live Love”. Jak napisał autor i historyk John Kennedy O’Connor w książce „Konkurs Piosenki Eurowizji – Oficjalna Historia”, Olivia nie lubiła tej piosenki i wolała inny brytyjski hit, ale „Long Live Love” zostało wybrane w głosowaniu publiczności.

 Francja.

Francja zamierzała wystąpić z piosenką „La vie à vingt-cinq ans” Daniego, ale wycofała się z konkursu po śmierci prezydenta Georges’a Pompidou. Ponieważ pogrzeb odbył się w dzień finału, nieodpowiednim byłoby wziąć udział w konkursie. Z tego samego powodu Anne-Marie David, która wygrała w 1973, nie mogła przyjechać do Brighton, by wręczyć nagrodę zwycięzcy.

 Włochy

Włochy odmówiły nadawania konkurs na kanale RAI, bo piosenka śpiewana przez Gigliolę Cinquetti zbiegała się z intensywnymi kampaniami politycznymi dotyczącymi referendum w sprawie rozwodów, które odbyło się miesiąc później, w maju. Mimo że Konkurs Piosenki Eurowizji miał miejsce ponad miesiąc wcześniej, niż planowane referendum i zbiegło się ze zdobyciem dla Włoch 2. miejsca, włoscy cenzorzy zakazali nadawania konkursu oraz transmitowania piosenki. Cenzorzy RAI czuli, że piosenka zatytułowana „Si”, w której tekście ciągle powtarza się słowo „Si” (Tak), może być podświadomą wiadomością albo formą propagandy mającą wpływ na to, by ludzie głosowali za udzielaniem rozwodów. Piosenka była cenzurowana przez wiele włoskich stacji telewizyjnych i radiowych przez ponad miesiąc.

 Portugalia

Portugalska propozycja „E depois do adeus” Paolo de Carvalho trzy tygodnie później, 25 kwietnia 1974, została użyta jako jeden z dwóch sygnałów do rozpoczęcia rewolucji goździków przeciwko reżimowi Marcela Caetana. John Kennedy O’Connor opisuje to jako „jedyny eurowizyjny występ, który rozpoczął rewolucję”, podczas gdy Des Mangan sugeruje, że inne portugalskie występy (wspomina „Se Eu Te Pudesse Abraçar” z 1998 roku) nie byłyby w stanie wywołać zamachu.